# Volley Brolo 2013-2014
Questa voce raccoglie le informazioni riguardanti il Volley Brolo nelle competizioni ufficiali della stagione 2013-2014.

## Stagione
La stagione 2013-14 è per il Volley Brolo, sponsorizzata dall'Elettrosud, la seconda consecutiva in Serie A2; in panchina viene chiamato Jorge Cannestracci, poi sostituito a stagione in corso, prima dal secondo allenatore Omar Pelillo, e poi da Antonio Cortese: tra i pallavolisti confermati dalla scorsa stagione Alessandro Vitanza, Nicola Sesto e Giorgio Guglielmo, mentre tra gli acquisti quelli di Marco Visentin, Marcel Gromadowski, Massimiliano Di Franco, Gianluca Nuzzo e Matteo Bertoli, poi ceduto a metà annata; tra quelli che lasciano la squadra: Pierlorenzo Buzzelli, Iván Ruiz, Maximiliano Cavanna e Alessandro Paoli.
Il girone di andata del campionato è un susseguirsi di sconfitte che portano la squadra all'ultimo posto in classifica, con soli due punti conquistati, grazie alle gare terminata al tie-break contro il Powervolley Milano e la Materdomini Volley: tale posizione inoltre non consente neanche la partecipazione alla Coppa Italia di Serie A2. Anche il girone di ritorno segue di stessi risultati di quello di andata, anche se nell'ultima giornata di regular season arriva la prima vittoria contro il Corigliano Volley; l'ultimo posto in classifica permette al club di Brolo di partecipare ai play-off promozione, partendo dai quarti di finale, dove incontra la squadra di Castellana Grotte: dopo aver perso gara 1 e vinta gara 2, il Volley Brolo viene eliminato a seguito della sconfitta in gara 3.

## Organigramma societario
Area direttiva
- Presidente: Salvatore Messina
- Vicepresidente: Alderigo Dainotti
- Segreteria generale: Stefania Arasi, Adriana Gaglio, Paola Rifici
- Amministrazione:

Area organizzativa
- Responsabile amministrativo: Enza Rifici
- Responsabile logistica: Salvatore Cardaci

Area tecnica
- Allenatore: Jorge Cannestracci (fino al 19 novembre 2013), Omar Pelillo (dal 19 novembre al 21 dicembre 2013), Antonio Cortese (dal 27 dicembre 2013)
- Allenatore in seconda: Omar Pelillo (fino al 19 novembre e dal 22 dicembre 2013)
- Scout man: Dario Presti
- Responsabile settore giovanile: Adriana Palmieri

Area comunicazione
- Ufficio stampa: Marcello Princiotta
- Area comunicazione: Carmelo Ziino
- Fotografo: Giuseppe Pidoti

Area marketing
- Ufficio marketing: Rosario Merenda

Area sanitaria
- Medico: Giuseppe Pruiti
- Preparatore atletico: Omar Pelillo
- Fisioterapista: Calogero Adamo

## Rosa
| N° | Nome                   | Ruolo | Data di nascita  | Nazionalità sportiva |
| -- | ---------------------- | ----- | ---------------- | -------------------- |
| 1  | Rudinei Boff           | S     | 23 ottobre 1986  | Brasile              |
| 1  | Costantino Mirenda     | S     | 18 maggio 1996   | Italia               |
| 4  | Matteo Bertoli         | S     | 28 luglio 1988   | Italia               |
| 4  | Giuseppe Bonina        | C     | 10 gennaio 1995  | Italia               |
| 5  | Nicola Sesto           | C     | 11 maggio 1987   | Italia               |
| 7  | Giorgio Guglielmo      | L     | 17 maggio 1996   | Italia               |
| 8  | Andrea Santangelo      | S/O   | 19 novembre 1994 | Italia               |
| 9  | Marcel Gromadowski     | S/O   | 19 dicembre 1985 | Polonia              |
| 10 | Marco Visentin         | P     | 10 marzo 1982    | Italia               |
| 11 | Marco Rizzo            | L     | 2 gennaio 1990   | Italia               |
| 12 | Alessandro Vitanza     | S     | 22 luglio 1995   | Italia               |
| 12 | Gianluca Nuzzo         | S/O   | 31 marzo 1975    | Italia               |
| 13 | Massimiliano Di Franco | C     | 7 febbraio 1978  | Italia               |
| 14 | Carmelo Muscarà        | C     | 5 gennaio 1988   | Italia               |
| 17 | Mariano Giustiniano    | S     | 4 aprile 1986    | Argentina            |
| 17 | Simone Riolo           | S     | 25 febbraio 1993 | Italia               |
| 18 | Fiorenzo Colarusso     | P     | 10 maggio 1994   | Italia               |

## Mercato
| Acquisti | Acquisti               | Acquisti               | Acquisti   |
| R.       | Nome                   | da                     | Modalità   |
| -------- | ---------------------- | ---------------------- | ---------- |
| S        | Matteo Bertoli         | Lupi Santa Croce       | definitivo |
| S        | Rudinei Boff           | Tirol                  | definitivo |
| P        | Fiorenzo Colarusso     | Cosenza                | definitivo |
| C        | Massimiliano Di Franco | Robur Angelo Costa     | definitivo |
| S        | Mariano Giustiniano    | Pamvochaïkos           | definitivo |
| O        | Marcel Gromadowski     | Sivas Dört Eylül       | definitivo |
| C        | Carmelo Muscarà        | Giarratana             | definitivo |
| S/O      | Gianluca Nuzzo         | Virtus Potenza         | definitivo |
| S        | Simone Riolo           | Mymamy Reggio Calabria | definitivo |
| L        | Marco Rizzo            | Molfetta               | definitivo |
| S/O      | Andrea Santangelo      | Lube                   | definitivo |
| P        | Marco Visentin         | Città di Castello      | definitivo |

| Cessioni | Cessioni             | Cessioni             | Cessioni   |
| R.       | Nome                 | a                    | Modalità   |
| -------- | -------------------- | -------------------- | ---------- |
| S        | Matteo Bertoli       | Powervolley Milano   | definitivo |
| P        | Alessandro Blasi     | BluVolley Verona     | definitivo |
| S/O      | Pierlorenzo Buzzelli | Tuscania             | definitivo |
| S        | Michele Capra        | Fusion Lamezia       | definitivo |
| P        | Maximiliano Cavanna  | Bolívar              | definitivo |
| L        | Edoardo Ciabattini   | ?                    | definitivo |
| C        | Mario Ferraro        | Olimpia Sant'Antioco | definitivo |
| S        | Daniele Mengozzi     | Motta                | definitivo |
| C        | Alessandro Paoli     | Padova               | definitivo |
| S/O      | Federico Pereyra     | Maaseik              | definitivo |
| S        | Luigi Ricci          | Civita Castellana    | definitivo |
| L        | Marco Rizzo          | Argos                | definitivo |
| S        | Iván Ruiz            | Materdomini          | definitivo |
| L        | Salvo Scolaro        | ?                    | definitivo |

## Risultati

### Serie A2

#### Girone di andata
| 1ª giornata - 20 ottobre 2013 PalaParini, Cantù                    | Libertas Brianza   | 3 - 0 | Brolo       | 25-20, 25-18, 25-20               |
| 2ª giornata - 27 ottobre 2013 PalaFantozzi, Capo d'Orlando         | Brolo              | 0 - 3 | Argos       | 22-25, 18-25, 18-25               |
| 3ª giornata - 3 novembre 2013 PalaFantozzi, Capo d'Orlando         | Brolo              | 0 - 3 | Padova      | 22-25, 21-25, 19-25               |
| 4ª giornata - 10 novembre 2013 PalaPrincipi, Potenza Picena        | Potentino          | 3 - 0 | Brolo       | 28-26, 31-29, 25-22               |
| 5ª giornata - 17 novembre 2013 Palasport Comunale, Ortona          | Impavida Ortona    | 3 - 1 | Brolo       | 23-25, 25-13, 25-18, 25-22        |
| 6ª giornata - 24 novembre 2013 PalaFantozzi, Capo d'Orlando        | Brolo              | 1 - 3 | Milano      | 20-25, 20-25, 25-20, 19-25        |
| 7ª giornata - 30 novembre 2013 PalaSassi, Matera                   | Matera Bulls       | 3 - 0 | Brolo       | 31-29, 25-16, 25-17               |
| 9ª giornata - 15 dicembre 2013 Centro Pavesi, Milano               | Powervolley Milano | 3 - 2 | Brolo       | 25-27, 21-25, 25-22, 29-27, 15-13 |
| 10ª giornata - 22 dicembre 2013 PalaFantozzi, Capo d'Orlando       | Brolo              | 2 - 3 | Materdomini | 25-18, 25-21, 21-25, 22-25, 7-15  |
| 11ª giornata - 26 dicembre 2014 PalaCorigliano, Corigliano Calabro | Corigliano Volley  | 3 - 0 | Brolo       | 25-23, 25-21, 25-21               |

#### Girone di ritorno
| 12ª giornata - 29 dicembre 2014 PalaFantozzi, Capo d'Orlando | Brolo       | 0 - 3 | Libertas Brianza   | 20-25, 15-25, 18-25               |
| 13ª giornata - 5 gennaio 2014 PalaPolsinelli, Sora           | Argos       | 3 - 0 | Brolo              | 25-15, 25-22, 25-14               |
| 14ª giornata - 19 gennaio 2014 PalaFabris, Padova            | Padova      | 3 - 0 | Brolo              | 25-13, 25-22, 25-14               |
| 15ª giornata - 26 gennaio 2014 PalaFantozzi, Capo d'Orlando  | Brolo       | 0 - 3 | Potentino          | 16-25, 18-25, 19-25               |
| 16ª giornata - 2 febbraio 2014 PalaFantozzi, Capo d'Orlando  | Brolo       | 0 - 3 | Impavida Ortona    | 19-25, 17-25, 18-25               |
| 17ª giornata - 9 febbraio 2014 Palazzetto dello Sport, Monza | Milano      | 3 - 0 | Brolo              | 25-16, 25-17, 25-16               |
| 18ª giornata - 16 febbraio 2014 PalaFantozzi, Capo d'Orlando | Brolo       | 1 - 3 | Matera Bulls       | 16-25, 25-19, 10-25, 19-25        |
| 20ª giornata - 2 marzo 2014 PalaFantozzi, Capo d'Orlando     | Brolo       | 0 - 3 | Powervolley Milano | 13-25, 23-25, 18-25               |
| 21ª giornata - 9 marzo 2014 PalaGrotte, Castellana Grotte    | Materdomini | 3 - 1 | Brolo              | 23-25, 25-17, 25-23, 25-15        |
| 22ª giornata - 16 marzo 2014 PalaFantozzi, Capo d'Orlando    | Brolo       | 3 - 2 | Corigliano Volley  | 20-25, 25-21, 23-25, 25-20, 15-11 |

#### Play-off promozione
| Ottavi di finale (gara 1) - 19 marzo 2014 PalaGrotte, Castellana Grotte | Materdomini | 3 - 0 | Brolo       | 25-18, 25-22, 25-18        |
| Ottavi di finale (gara 2) - 23 marzo 2014 PalaFantozzi, Capo d'Orlando  | Brolo       | 3 - 1 | Materdomini | 25-20, 16-25, 25-22, 25-17 |
| Ottavi di finale (gara 3) - 26 marzo 2014 PalaGrotte, Castellana Grotte | Materdomini | 3 - 0 | Brolo       | 31-29, 28-26, 25-22        |

## Statistiche

### Statistiche di squadra
| Competizione | Punti | In casa | In casa | In casa | In trasferta | In trasferta | In trasferta | Totale | Totale | Totale |
| Competizione | Punti | G       | V       | P       | G            | V            | P            | G      | V      | P      |
| ------------ | ----- | ------- | ------- | ------- | ------------ | ------------ | ------------ | ------ | ------ | ------ |
| Serie A2     | 4     | 11      | 1       | 10      | 12           | 0            | 12           | 23     | 1      | 22     |
| Totale       | -     | 11      | 1       | 10      | 12           | 0            | 12           | 23     | 1      | 22     |

G = partite giocate; V = partite vinte; P = partite perse

### Statistiche dei giocatori
| Giocatore      | Serie A2 | Serie A2 | Serie A2 | Serie A2 | Serie A2 | Totale | Totale | Totale | Totale | Totale |
| Giocatore      | P        | PT       | AV       | MV       | BV       | P      | PT     | AV     | MV     | BV     |
| -------------- | -------- | -------- | -------- | -------- | -------- | ------ | ------ | ------ | ------ | ------ |
| M. Bertoli     | 10       | 128      | 107      | 9        | 12       | 10     | 128    | 107    | 9      | 12     |
| R. Boff        | 10       | 75       | 60       | 9        | 6        | 10     | 75     | 60     | 9      | 6      |
| G. Bonina      | 2        | 2        | 2        | 0        | 0        | 2      | 2      | 2      | 0      | 0      |
| F. Colarusso   | 22       | 4        | 0        | 1        | 3        | 22     | 4      | 0      | 1      | 3      |
| M. Di Franco   | 8        | 57       | 43       | 13       | 1        | 8      | 57     | 43     | 13     | 1      |
| M. Giustiano   | 8        | 59       | 51       | 3        | 5        | 8      | 59     | 51     | 3      | 5      |
| M. Gromadowski | 23       | 383      | 335      | 26       | 22       | 23     | 383    | 335    | 26     | 22     |
| G. Guglielmo   | 15       | -        | -        | -        | -        | 15     | -      | -      | -      | -      |
| C. Mirenda     | 9        | 0        | 0        | 0        | 0        | 9      | 0      | 0      | 0      | 0      |
| C. Muscarà     | 21       | 74       | 50       | 19       | 5        | 21     | 74     | 50     | 19     | 5      |
| G. Nuzzo       | 7        | 16       | 13       | 3        | 0        | 7      | 16     | 13     | 3      | 0      |
| S. Riolo       | 4        | 6        | 5        | 1        | 0        | 4      | 6      | 5      | 1      | 0      |
| M. Rizzo       | 12       | -        | -        | -        | -        | 12     | -      | -      | -      | -      |
| A. Santangelo  | 18       | 107      | 87       | 14       | 6        | 18     | 107    | 87     | 14     | 6      |
| N. Sesto       | 23       | 153      | 117      | 33       | 3        | 23     | 153    | 117    | 33     | 3      |
| M. Visentin    | 23       | 52       | 27       | 20       | 5        | 23     | 52     | 27     | 20     | 5      |
| A. Vitanza     | 8        | 11       | 6        | 2        | 3        | 8      | 11     | 6      | 2      | 3      |

P = presenze; PT = punti totali; AV = attacchi vincenti; MV = muri vincenti; BV = battute vincenti